# Особлага (река)
Особлага (чеш. Osoblaha, Особлога пол. Osobłoga) — река в Чехии (Моравскосилезский край) и в Польше (Опольское воеводство), левосторонний приток Одера. Длина — 65 км, площадь водосборного бассейна — 993 км². Средний расход воды около 2 м³/с, питание реки преимущественно снеговое и дождевое. Весной на реке наблюдается половодье.
Река начинается под названием Петровицки-поток (чеш. Petrovický potok). От слияния с потоком Мушлов (чеш. Mušlov, нем. Muschelbach) в селе Питарнэ называется Особлага (чеш. Osoblaha).
- Города и сёла на реке в Чехии: Петровице, Янов, Йиндржихов, Арнултовице, Питарнэ, Дивчи-Град, Долни-Повелице, Богушов, Особлага.
- Города и сёла на реке в Польше: Рацлавице-Слёнске, Клисинко, Дзержыславице, Мохув, Глогувек, Жепче, Керпень, Крапковице.